# Бруклин Хајтс (Мисури)
Бруклин Хајтс (енгл. Brooklyn Heights) град је у америчкој савезној држави Мисури.

## Демографија
По попису из 2010. године број становника је 100, што је 25 (-20,0%) становника мање него 2000. године.
| Група             | 2000.       | 2010.      |
| Белци             | 120 (96,0%) | 93 (93,0%) |
| Афроамериканци    | 0 (0,0%)    | 0 (0,0%)   |
| Азијати           | 0 (0,0%)    | 0 (0,0%)   |
| Хиспаноамериканци | 0 (0,0%)    | 5 (5,0%)   |
| Укупно            | 125         | 100        |